# Northrop Grumman X-47C
Northrop Grumman X-47C je návrhem bezpilotního bojového letounu, který by měl mít vlastnosti stealth z roku 2005. Návrh letounu vychází z předchozích konstrukcí X-47A a Northrop Grumman X-47B. Rozpětí křídel tohoto letounu mělo být 52,4 m (172 ft) a o jeho pohon se měly starat upravené motory General Electric CF34. Letoun měl mít velmi dlouhou výdrž a schopnost nést až 4 536 kg (10 000 lb) zatížení. Svou velikostí by tak odpovídal bombardéru Northrop B-2 Spirit. Návrh letounu vznikl v době, kdy se Letectvo Spojených států amerických účastnilo programu Joint Unmanned Combat Air Systems (J-UCAS) a projevovalo zájem o větší letoun.